# Максим Грек

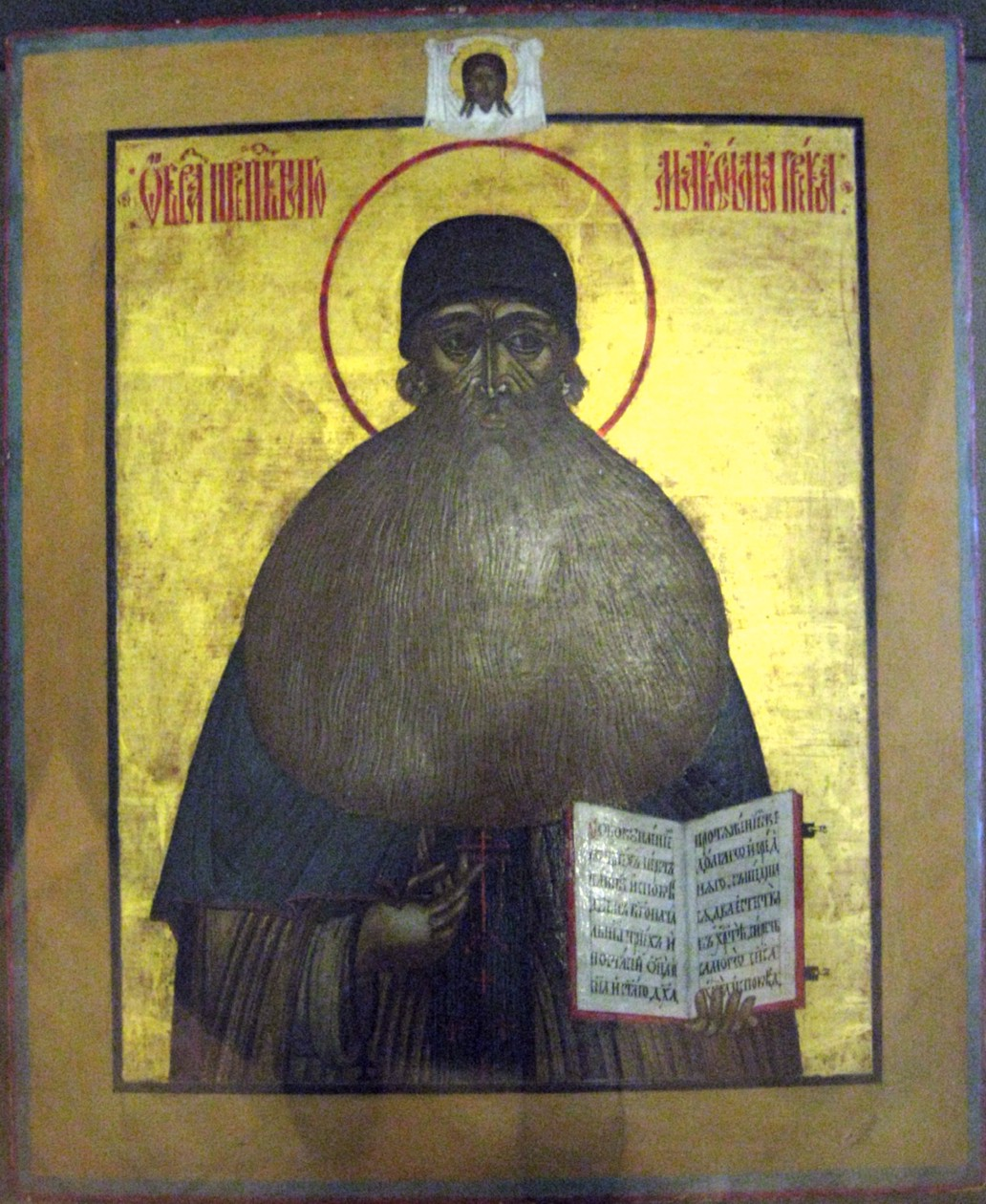
Максим Грек, ікона 18-19 ст.

Макси́м Грек (грец. Μιχαήλ Τρίβολης — Михайло Триволіс) (близько 1470, Арта — 21 січня 1555, Сергієв Посад) — православний святий. Письменник, перекладач. Один з відомих критиків автокефалії російської церкви.

## Життя святого
Він народився в Арті (у західній частині Греції, в Епірі) в аристократичній грецькій родині. У 90-х роках перебрався до Італії, жив у Флоренції, Болоньї, Падуї, Мілані, Венеції, де перебував в дружніх відносинах з найвизначнішими гуманістами, зокрема зі знаменитим типографом Альдом Мануцієм.
Під впливом проповідей Джироламо Савонароли Максим Грек має намір прийняти постриг у домініканському монастирі Сан Марко, а потім (у 1504) вирушає на Афон, де приймає постриг у грецькому Ватопедському монастирі під іменем Максима. Відтоді Максим Грек відрікається від своїх колишніх захоплень, цілком віддавшись вивченню богослов'я, хоча відзвуки культури Ренесансу дають про себе знати в багатьох його творах наступного періоду. У 1516 Максим Грек на прохання великого князя московського Василія III Івановича переїжджає до Москви для перекладу Толкового Псалтиру. По завершенню роботи (мабуть, у 1522) Максим Грек просить дозволу повернутися на Афон, але безуспішно: його затримують у Москві, доручаючи надалі переклади і виправлення інших книг. Познайомившись і зблизившись з Вассіаном Патрикеєвим, Максим Грек бере участь в обговоренні животрепетних проблем московського життя того часу, що і дало привід для безпідставних звинувачень Максима Грека у приналежності до єресі і навіть у шпигунстві (зносинах з турецьким урядом, що було абсурдним наклепом). Негативне ставлення Максима Грека до російської автокефалії також стало одним з пунктів звинувачення на судах Помісного собору російської церкви 1525 і 1531 років. У 1525 Максима Грека був заслано у Йосифо-Волоколамський монастир, а потім (у 1531) — у Тверський Отроч монастир. Лише на рубежі 50-х років його переводять до Троїце-Сергієвого монастиря, де в грудні 1555 року він і помер.
Свою літературну діяльність в Московії Максим Грек починає з перекладу Толкового Псалтиру. Він перекладає також книги Біблії і тлумачення на них, твори візантійських богословів — Василія Великого, Григорія Богослова, Івана Золотоустого, житія з агіографічного збірника Симеона Метафраста, фрагменти з візантійської енциклопедії Х століття — Лексикона Свіди. Займався він також виправленням раніших перекладів і в спеціальних творах обґрунтував свої перекладацькі принципи, що дозволило чеській дослідниці С. Матхаузеровій зв'язати з іменем Максима Грека граматичну теорію перекладу. Максимові Греку належить також твір «Тлумачення імен за алфавітом» [Архівовано 27 лютого 2005 у Wayback Machine.], що було використано укладачами Азбуковників.
До оригінальних творів Максима Грека належать публіцистичні твори, що доводять, зокрема, неприпустимість монастирського землеволодіння («Стязание о извістном иноческом жительстве», «Слово душеполізно зіло внимающим ему» і ін.). В інших творах Максим Грек розкриває свої погляди на державну владу («Главы поучительны начальствующим правовірно», «Слово, пространно излагающе с жалостию нестроения и безчиния царей и властей последнего жития», написане в Смутні часи після смерті Василія III: Московську державу символізує тут дружина, що сидить при шляху в чорному одязі вдовиці й оточена дикими звірами).
У низці творів Максим Грек виступає проти астрології і всілякого марновірства («Слово противу тщащихся звездозрением предрицати о будущих…») і проти апокрифічної літератури, зокрема проти апокрифічного «Сказання Афродитіана». Значне місце серед публіцистичної спадщини Максима Грека займають його твори, спрямовані проти неправославних християн (католиків, лютеран, вірменів), а також проти представників інших релігій — юдеїв, магометан, еллінів-язичників. Особливо запекло сперечається Максим Грек із придворним медиком Василія III Миколаєм Булевим, який виступав за об'єднання православної і католицької церков.
Високоосвічений енциклопедист, Максим Грек уплинув на культуру  Московської держави, на московських книжників — своїх сучасників, а також на наступні покоління — на своїх читачів. До нього зверталися за різного роду ученими довідками такі начитані люди, як Вассіан Патрикеєв, Федір Іванович Карпов. Гарячим шанувальником Максима Грека був майбутній вигнанець, князь Андрій Михайлович Курбський. Максим Грек був оголошений преподобним, з'являються «Сказання про Максима Грека», найдавніше з яких, як вважають, належить Курбському. Дуже популярні були твори Максима Грека у старообряднців, особливо ті, у яких він захищає обряди, що є предметом їхнього спору з офіційною церквою.

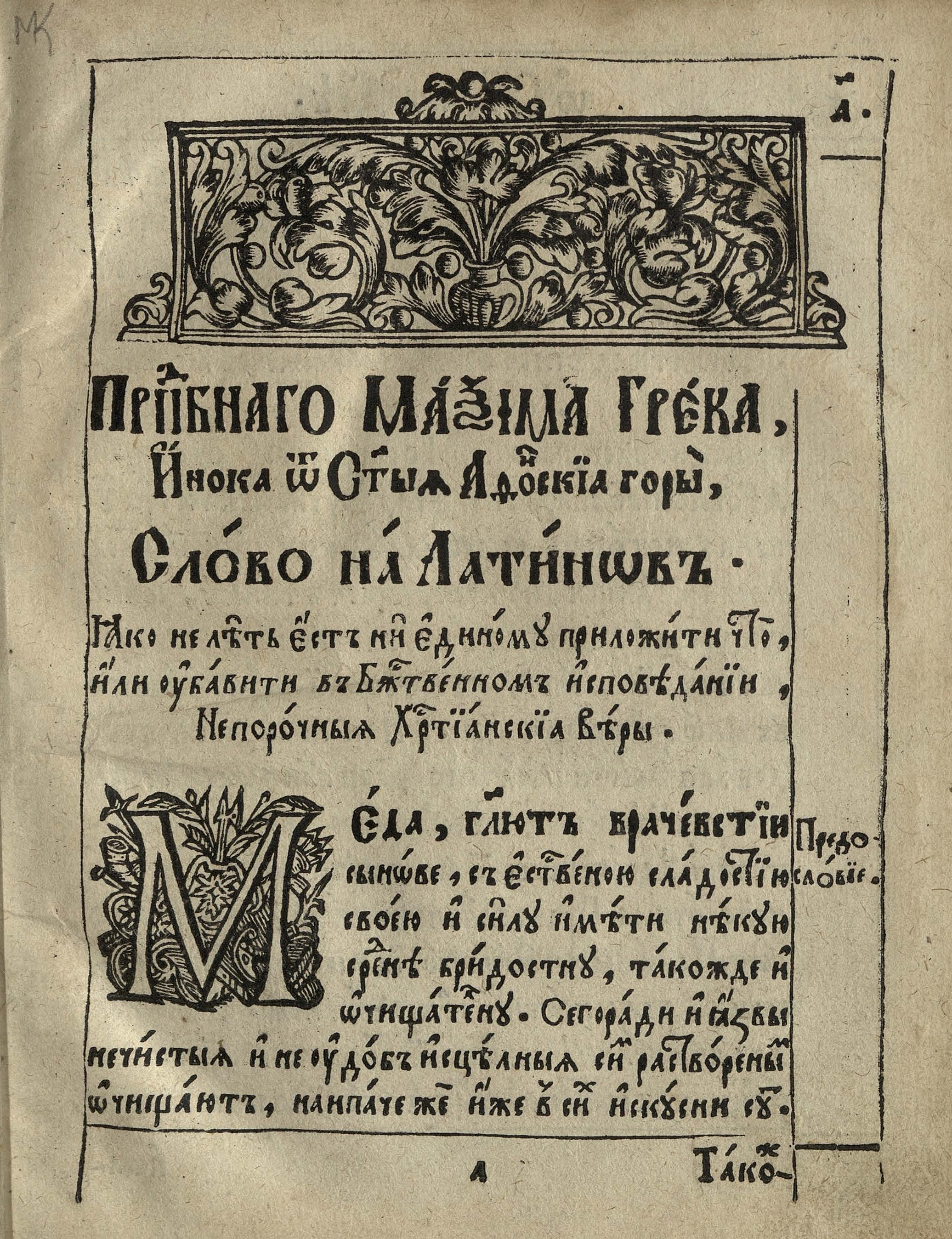
Максим Грек «Слово на латинов». Видано 1620 року у Києві.

Твори Макима Грека широко поширювалися не тільки в  Московській державі (після періоду репресій з боку московської влади та частини московського духовенства), а й на теренах Речі Посполитої. [Окремі твори Максима Грека, перекладені українською мовою, надруковані в полемічній «Книзі о вірі» (К., бл. 1620 р.).]. Так, український учений-мовознавець Памво Беринда в післямові до своєї тридцятилітньої праці — славнозвісного «Лексіконъ славеноросскїй и именъ Тлъкованїє» — назвав і головні джерела, на які орієнтувався і які використав. Серед них і «тлъкованїа преподобнаго Максіма Святогорца…».
Двічі виходило тритомне зібрання його творів, але воно не відповідає сучасним науковим вимогам. Лише окремі його твори опубліковані, переважно в останні десятиліття 20-го сторіччя, на необхідному науковому рівні.

## Твори
- Сочинения преподобного Максима Грека.— Казань, 1859–1862.—Ч. 1—3 (2-е изд.— Казань, 1894–1897.— Ч. 1-3);
- Сочинения Максима Грека: 1. Послание о фортуне; 2. Повесть о Савонароле / Подг. текстов, перевод и комм. Д. М. Буланина // ПЛДР: конец XV — первая половина XVI века.— М., 1984.— С. 456–493, 739–744.
- Українські гуманісти епохи Відродження. — К., 1995. — Ч.2. — С. 11-20.